# Alfred von Tirpitz
Alfred von Tirpitz, född 19 mars 1849 i Küstrin i dåvarande Preussen, död 6 mars 1930 i Ebenhausen, var en tysk sjömilitär. Han blev marinstabschef 1892, konteramiral 1895, statssekreterare i marinministeriet 1897-1916 och storamiral 1911. Han utnämndes vid krigsutbrottet 1914 till befälhavare för den tyska flottan men avgick 1916 på grund av meningsskiljaktigheter med Wilhelm II.

## Biografi
Alfred von Tirpitz kom från en familj i Brandenburg och var son till justitierådet Rudolf Tirpitz (1811–1905). Alfred von Tirpitz adlades 12 juni 1900. Han gifte sig 1884 med Maria Auguste Lipke. Tirpitz militära bana började som kadett 1865 och 1866 utnämndes han till sjökadett varpå ytterligare grader följde fram till 1888 då han utnämndes till Kapitän zur See. 1895 följde utnämningen till konteramiral, 1899 till viceamiral, 1903 amiral och 1911 storamiral. Efter sin militära bana blev von Tirpitz politiker och var 1924-1928 riksdagsman för DNVP.
1897 utnämndes von Tirpitz till statssekreterare vid marinministeriet för att vara med och driva på utbyggnaden av Tysklands Högsjöflotta, ett projekt som namngavs efter honom som Tirpitzplanen.
Slagskeppet Tirpitz och ön Tirpitzøya i Kong Karls land namngavs efter honom.

## Utmärkelser
- Kommendör av Svärdsorden, 1908.[6]
- Kommendör med stora korset av Vasaorden, 1908.[7]